# Refugiados curdos
Os refugiados curdos começaram a surgir no século XX no Oriente Médio e continuam a elevar-se atualmente. Os curdos são um grupo étnico na Ásia Ocidental, e em sua maioria habitam uma região conhecida como Curdistão, que inclui partes adjacentes do Irã, Iraque, Síria e Turquia. Os refugiados curdos estão estabelecidos em diversos países do Oriente Médio, como Jordânia, Irã e Iraque, além da Europa.

## História
Deslocamentos de curdos já vinham acontecendo dentro do Império Otomano, no pretexto de supressão das rebeliões locais durante o período de sua dominação do norte do Crescente Fértil e das áreas adjacentes de Zagros e Tauro. No início do século XX, os deslocamentos massivos foram forçados sobre as minorias cristãs do Império Otomano (especialmente durante a Primeira Guerra Mundial e a Guerra de Independência Turca), porém muitos dos curdos, assim, sofreriam atitude semelhante uma vez que algumas de suas confederações tribais cooperaram com os otomanos, enquanto outras estavam se opondo e se revoltaram em diversas áreas. A situação dos curdos na nação recém-criada da Turquia tornou-se desastrosa no decorrer dos anos 1920 e 1930, quando grandes rebeliões curdas resultaram em massacres maciços e na expulsão de centenas de milhares. Desde os anos 1970, renovou a violência do conflito curdo-turco criando cerca de 3 000 000 deslocados, muitos dos quais permanecem incertos.
No Iraque, os curdos lutam por autonomia e independência assomaram em conflitos armados desde a revolta de Mamude Barzanji de 1919. O deslocamento no entanto tornou-se mais significativo durante o conflito curdo-iraquiano e programas de Arabização paralelamente ativos do regime baathista,  que visavam expurgar do norte do Iraque da sua maioria curda. Dezenas de milhares de curdos se tornaram deslocados e fugiram das zonas de guerra após a Primeira e a Segunda Guerra Curdo-Iraquiana nas décadas de 1960 e 1970. A Guerra Irã-Iraque, que durou 1980-1988, a primeira Guerra do Golfo e as subsequentes rebeliões em conjunto geraram vários milhões de refugiados, principalmente curdos, que em sua maioria encontraram refúgio no Irã, enquanto outros se dispersaram na diáspora curda na Europa e nas Américas. Sozinho, o Irã forneceu asilo para 1.400.000 refugiados iraquianos, em sua maioria curdos.
Atualmente, uma grande parte da população curda é composta de refugiados curdos e deslocados e seus descendentes. Os próprios refugiados ainda compreendem uma proporção significativa dos curdos iranianos e sírios. Recentemente, a comunidade curda da Síria foi declarada a serem outorgadas direitos civis como parte das supostas reformas de Bashar al-Assad, como uma tentativa de "pacificar" a revolta síria de 2011. No entanto, grupos de direitos humanos afirmam que apenas 3.000 fora de cerca de 200.000 curdos receberam estatuto oficial na Síria.